# Le Ponchel
Le Ponchel és un municipi francès situat al departament del Pas de Calais i a la regió dels Alts de França. L'any 2018 tenia 211 habitants.
Fins a la fi de l'antic règim era la seu d'una senyoria. El nom provindria d'un petit pont (poncel, ponceau, ponchel) a l'Authie.

## Demografia
El 2007 la població de Le Ponchel era de 224 persones. Hi havia 90 famílies. Hi havia 129 habitatges dels quals 93 eren habitatges principals, 29 segones residències i 7 eren desocupats. Tots els 123 habitatges eren cases.

## Economia
El 2007 la població en edat de treballar era de 148 persones de les quals 104 eren actives. Hi havia una empresa alimentària, una de construcció, dues d'hostatgeria i restauració. L'únic establiment comercial que hi havia el 2009 era una fleca. L'any 2000 hi havia 8 explotacions agrícoles. El 2009 hi havia una escola maternal integrada dins d'un grup escolar amb les comunes properes.